# カテブ・ヤシーン
カテブ・ヤシーン（كاتب ياسين ,Kateb Yacine, 1929年8月2日 - 1989年10月28日）は、アルジェリアの作家。日本語では、カテブ・ヤシーヌ、カテブ・ヤシンの表記もある。アルジェリアを代表する作家の1人。
フランス植民地時代のアルジェリアのコンスタンティーヌでケブルート族として生まれる。父はムスリムの弁護士であり、アラビア語の教育を受けたのち、父の転勤が原因でフランス語系の学校へ転校する。コレージュ・ド・セティフ入学後の1945年、アルジェリアの民族運動の高まりにより起きたコンスタンティーヌの暴動に参加して逮捕される。この事件でヤシーンの親族に犠牲が出たため母が発狂し、作風に影響を与える。
逮捕後に創作活動をはじめ、処女詩集『ひとり言』を発表。日刊紙の記者や肉体労働者などを転々としつつ、フランス植民地時代を舞台とした小説『ネジュマ』を発表し、高く評価される。ネジュマとは、アラビア語で「星」を意味する。
アルジェリア戦争中はヨーロッパ各地を放浪し、劇作集『報復の環』を発表。アルジェリア独立後は、祖国とフランスを往来する生活を続けながら『星形の多角形』を執筆する。後年は戯曲を中心に活動し、ホー・チ・ミンを題材とした『ゴムサンダルの男』、アラビア語による『ムハンマド、お前のスーツケースをとれ』（Mohammed prends ta valise）、侵略者に対するアルジェリア人を描いた『2千年戦争』（La Guerre de deux mille ans）などを発表した。
息子のアマジーグ・カテブは、フランスのレゲエバンドグナワ・ディフュージョンのボーカルを務めていた。また、俳優のレダ・カテブの大伯父にあたる。

## 主な著作
- Soliloques 1946.　『ひとり言』
- Abdelkader et l'indépendance algérienne, 1948.
- Nedjma, 1956.

邦訳『ネジュマ』　島田尚一訳、現代企画室、1994年
- Le Cercle des représailles, 1959.　『報復の環』
- Le Polygone étoilé, 1966.　『星形の多角形』
- Les Ancêtres redoublent de férocité, 1967.
- L'Homme aux sandales de caoutchouc, 1970.　『ゴムサンダルの男』
- L'Œuvre en fragments, 1986.
- Le Poète comme un boxeur, 1994.
- Boucherie de l'espérance, 1999.　『ムハンマド、お前のスーツケースをとれ』、『2千年戦争』を収録
- Minuit passé de douze heures, 1999.
- Kateb Yacine, un théâtre et trois langues, 2003.
- Parce que c'est une femme, 2004.